# Gagrella cuprinitens
Gagrella cuprinitens is een hooiwagen uit de familie Sclerosomatidae.